# 정유길
정유길(鄭惟吉, 1515년 11월 30일 ~ 1588년 9월 28일)은 조선 중기의 문신이며, 선조 때 좌의정을 지냈다. 영의정을 지낸 정광필의 손자이며, 강화부사 정복겸(鄭福謙)의 장남이다. 본관은 동래, 자는 길원(吉元), 호는 임당(林塘)이다.

## 가족 관계[2]
- 조부 : 정광필(鄭光弼, 1462 ~ 1538)
- 조모 : 송순년(宋順年)의 딸 은진 송씨
  - 부친 : 정복겸(鄭福謙)
  - 모친 : 이수영(李壽永)의 딸
  - 장인 : 원계채(元繼蔡, 1492 ~ 1539)
  - 장모 : 횡천도정(橫川都正) 이겸(李慊)의 차녀 전주 이씨(1490 ~ ?)[3]
    - 부인 : 원대은개(元大隱介, 1514 ~ ?)
      - 장녀 : 정환(鄭還, 1533 ~ ?)
      - 사위 : 칠원 윤씨 군수(郡守) 윤선원(尹善元)
        - 외손녀 : 이대로(李大老)의 처

      - 차녀 : 봉원부부인(蓬原府夫人) 정양정(鄭楊貞, 1541 ~ 1620)
      - 사위 : 문양부원군(文陽府院君) 류자신(柳自新, 1541 ~ 1612)
        - 외손자 : 류희갱(柳希鏗, 1561 ~ ?)
        - 외손자 : 류희담(柳希聃, 1563 ~ ?)
        - 외손자 : 류희분(柳希奮, 1564 ~ 1623)
        - 외손자 : 류희발(柳希發, 1568 ~ 1623)
        - 외손녀 : 류옥영(柳玉英, 1570 ~ ?)
        - 외손녀 : 류중영(柳重英, 1572 ~ ?)
        - 외손자 : 류희량(柳希亮, 1575 ~ 1628)
        - 외손녀 : 문성군부인(文城郡夫人, 1576 ~ 1623)
        - 외손녀 : 류소영(柳小英, 1576 ~ ?)
        - 외손자 : 류희안(柳希安, 1581 ~ 1628)

      - 3녀 : 정말정(鄭末貞, 1542 ~ ?)
      - 사위 : 김극효(金克孝, 1542 ~ 1618)
        - 외손자 : 김상용(金尙容, 1561 ~ 1637)
        - 외손자 : 김상관(金尙寬, 1566 ~ 1621)
        - 외손자 : 김상건(金尙謇, 1567 ~ 1604)
        - 외손자 : 김상헌(金尙憲, 1570 ~ 1652)
        - 외손자 : 김상복(金尙宓, 1573 ~ 1652)

      - 4녀 : 정혜정(鄭蕙貞, 1546 ~ ?)
      - 사위 : 청주 한씨 도사(都事) 한완(韓浣, 1547 ~ ?)[4]
        - 외손자 : 한사검(韓師儉, 1564 ~ ?)
        - 외손녀 : 한인영(韓寅英, 1566 ~ ?)
        - 외손자 : 한사고(韓師古, 1567 ~ ?)
        - 외손녀 : 한계영(韓季英, 1568 ~ ?)
        - 외손자 : 한사선(韓師善, 1570 ~ ?)
        - 외손녀 : 한신영(韓辛英, 1571 ~ ?)
        - 외손녀 : 한종영(韓終英, 1572 ~ ?)

      - 아들 : 정창연(鄭昌衍, 1552 ~ 1636)
      - 며느리 : 별좌(別坐) 한세건(韓世健)의 딸 청주 한씨
        - 손자 : 정광성(鄭廣成, 1576 ~ 1654)
        - 손자 : 정광경(鄭廣敬, 1586 ~ 1644)

      - 5녀 : 정윤양(鄭胤養, 1559 ~ ?)
      - 사위 : 이성린(李成麟)

## 생애
중종 때 문과에 급제하여 공조좌랑, 사간원정언을 지내고 정언과 이조정랑을 거쳐 당시에 홍언필, 윤인경, 성세창, 유관, 윤임, 정사룡, 신광한, 심연원, 유인숙, 권벌, 윤개 등과 윤원로를 탄핵해서 귀양을 보냈고, 이후 명종 때 의정부검상, 의정부사인을 지냈는데 검상, 사인에 이어 사헌부집의로 승진했다. 그리고 사복시부정을 거쳐 홍문관부교리가 되고, 시독관이 되어 명종의 총애를 받는다. 이후 시강관을 거쳐 교리로 있을 때 이준경, 이윤경, 심연원, 홍섬 등과 윤원형을 여러 번 탄핵하기도 했다. 이후 홍문관부응교, 홍문관응교로 승진을 하면서 대윤 잔존 세력과 연대를 했고, 훈구파와 소윤파, 사림파 모두에게서 존경을 받는다. 이후 시강관과 사인을 거쳐 동부승지로 당상관에 오르며 명종의 총애를 얻어, 당시 조선의 폐단을 개혁하려 애썼고 이어서 명종의 총애로 좌부승지로 초배된다. 이후 참찬관과 색승지를 거쳐 우승지가 된다. 이후 도승지가 되는데, 도승지 시절에 이탁, 이명, 심연원, 홍섬 등과 윤원형을 여러 번 탄핵했지만 윤원형을 제거하지는 못했다. 이후 홍문관부제학이 되며 윤개, 이량, 홍섬, 심연원, 심통원, 노수신, 이명, 정사룡, 신광한, 홍담 등과 반 윤원형 세력에 서게 되고, 참찬관을 겸하며, 이량 일파에 들어갔고, 심연원, 심통원, 이명, 이량, 정사룡, 이탁 등과 윤원형을 여러 번 탄핵하였다. 이후 동지중추부사가 되고 다시 승정원도승지가 되었다. 이후 도승지로 참찬관을 겸했고, 이후 사헌부대사헌이 되고, 홍문관부제학을 겸하다 대사헌, 예조참판, 이조참판으로 승진하고 예조판서와 대제학으로 곧 승진한다. 이후 우참찬, 이조판서, 공조판서까지 되지만, 이량 일파로 몰려 탄핵을 받아 조정에서 물러난다. 그러나 이후 훈구파와 서인들과의 지속적인 친분으로 지중추부사가 되고, 예조판서, 이조판서를 거쳐 숭정대부에 오르고 특진관을 겸하고 다시 예조판서가 되고 우찬성, 좌찬성으로 오르고, 병조판서와 판의금부사를 거쳐 우의정을 거쳐 좌의정에 이르렀다.